# Satanic Art
Satanic Art – minialbum norweskiej grupy Dødheimsgard wydany w maju 1998 roku przez wytwórnię płytową Moonfog Productions. 
Album ten jest uważany za początek zmiany stylu muzycznego tworzonego przez grupę. Na tej płycie grupa zaczyna odchodzić od black metalu na rzecz industrialnego awangardowego stylu muzycznego, który się rozwinął wraz z kolejnym albumem studyjnym 666 International.
Satanic Art to również pierwsze wydawnictwo zespołu, na który Zweizz grał na instrumentach klawiszowych, także jedyne, na którym wystąpił Thomas Rune Andersen Orre.

## Lista utworów
1. "Oneiroscope" – 1:31
2. "Traces of Reality" – 7:07
3. "Symptom" – 2:31
4. "The Paramount Empire" – 3:10
5. "Wrapped in Plastic" – 1:40

## Twórcy
Skład zespołu
- Mr. Always Safe and Sound (Aldrahn) - gitara, śpiew
- Mr. Fantastic Deceptionist (Vicotnik) - gitara, programowanie, śpiew (w utworze 4)
- Mr. Dead Meat Smelly Feet (Cerberus) - gitara basowa
- Mr. Nebulous Secrets (Apollyon) - perkusja
- Mr. Dingy Sweet Talker Women Stalker (Zweizz) - instrumenty klawiszowe
- Mr. Anti Evolution Human Deviation (Galder) - gitara